# Hopley’s Green
Hopley’s Green – przysiółek w Anglii, w hrabstwie Herefordshire. Hopley’s Green jest wspomniana w Domesday Book (1086) jako Hope.